# Ashes to Ashes (Chelsea Grin)
Ashes to Ashes è il terzo album in studio del gruppo deathcore statunitense Chelsea Grin, pubblicato nel 2014.

## Tracce
1. Playing with Fire – 3:56
2. Pledge Allegiance – 4:05
3. Morte Ætérna – 3:35
4. Nightmares – 5:12
5. Illuminate – 5:56
6. Sellout – 3:38
7. Waste Away – 4:29
8. Ashes... – 1:17
9. ...To Ashes – 2:16
10. Angels Shall Sin, Demons Shall Pray – 3:13
11. Letters – 4:15
12. Cheers to Us – 3:10
13. Clockwork – 4:31
14. Undying – 5:07
15. Dust to Dust... – 5:12

## Formazione
- Alex Koehler — voce
- Jason Richardson — chitarra, programmazione
- Dan Jones — chitarra
- Jacob «Jake» Harmond — chitarra
- David Flinn — basso
- Pablo Viveros — batteria, cori